# Alberico Albricci
Alberico Albricci (né le 6 décembre 1864 à Gallarate, dans la province de Varèse, en Lombardie et mort le 2 avril 1936 à Rome) est un militaire et homme politique italien de la fin du XIXe siècle et du début du XXe siècle.

## Biographie

### Les débuts de la carrière militaire
Fils du comte Antonio Albricci, Alberico Albricci fréquente l'Académie Militaire italienne de Modène d'où il sort en 1886, sous-lieutenant d'artillerie. Il maîtrise parfaitement les langues allemande et française, ce qui devait orienter sa carrière.
En 1888-1889, il participe à la campagne d'Érythrée.
Entre 1910 et 1915, il exerce les fonctions particulièrement sensibles d'attaché militaire à Vienne (à cette époque, l'Italie était liée à l'Autriche-Hongrie et à l'Allemagne par le traité du 20 mai 1882 dit de la "Triple Alliance").
Le 24 mai 1915, l'Italie entre en guerre contre l'Autriche-Hongrie : dans ce nouveau contexte stratégique, Albricci prend le commandement de la brigade d'infanterie Basilicata, puis devient chef d'état-major de la 1re armée, commandant de la 5e division d'infanterie et finalement commandant du 2e corps d'armée.

### À la tête du2ecorpsd'armée, en Italie et en France
Lors du désastre de Caporetto d'octobre/novembre 1917, le général Albricci parvient à organiser parfaitement la manœuvre de son corps d'armée et à le faire replier dans l'ordre sur la nouvelle ligne de défense de l'armée italienne située sur le fleuve Piave.

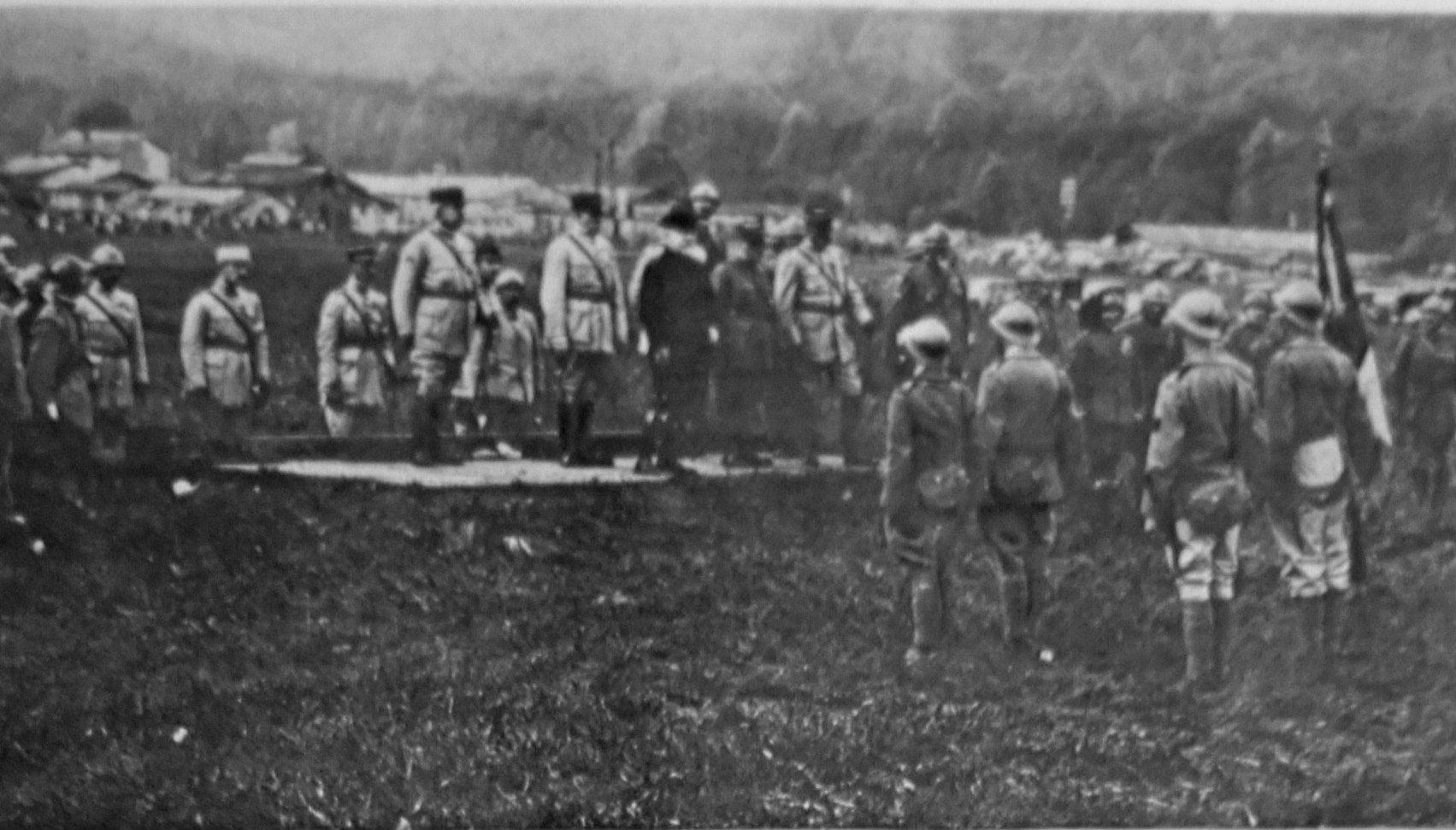
Près de Reims, les troupes italiennes défilent devant Albrici et Poincaré

En avril 1918, le 2e corps d'armée se trouve au repos dans la région de Brescia, près du lac de Garde, lorsque le général Albricci reçoit l'ordre de l'amener sur le front français (voir IIe corps d'armée italien en France). Jusqu'alors, les seules troupes du Regio Esercito présentes sur le sol français étaient les unités des T.A.I.F. (Truppe Ausiliarie Italiane in Francia), chargées d'effectuer des travaux à proximité du front. L'enjeu est de taille, puisqu'il s'agit de démontrer que l'armée a atteint un niveau d'excellence et que l'Italie peut être considérée, en dépit du désastre de Caporetto, comme une alliée digne de confiance. Le général Albricci adresse le message suivant à ses soldats : « Pour la première fois dans l'histoire du monde, les troupes de la nouvelle Italie passent les Alpes à drapeaux déployés (...), pour combattre, non comme dans le passé au profit d'autres, mais d'égal à égal avec les plus puissantes nations ».
Fin avril 1918, le 2e corps d'armée du général Albricci est à Arcis-sur-Aube. Il se compose de deux divisions d'infanterie et de diverses troupes de corps d'armée. La 3e division, commandée par le général Vittorio Emanuele Pittaluga, comprend les brigades Napoli (75e et 76e régiments d'infanterie) et Salerno (89e et 90e régiments d'infanterie). La 8e division, commandée par le général Giovanni Beruto, comprend les brigades Brescia (19e et 20e régiments d'infanterie) et Alpi (51e et 52e régiments d'infanterie).
La brigade Alpi est commandée par le colonel-brigadier Peppino Garibaldi, petit-fils du « héros des deux mondes » Giuseppe Garibaldi (1807-1882), qui s'était déjà battu sur le front français en 1914/1915, avant l'entrée en guerre de l'Italie, à la tête de la « Légion garibaldienne » (4e régiment de marche du 1er étranger).
Au total, le 2e corps d'armée compte environ 60 000 hommes, aguerris par plusieurs années de combats sur le front italien.
Entre le 11 et le 13 juin 1918, le 2e corps d'armée est déployé le long de la rivière Ardre, intégré dans la 5e armée française. Le général Albricci établit son état-major à Hautvillers. À partir du 14 juillet, le 2e corps d'armée doit faire face à la dernière grande offensive allemande de la Première Guerre mondiale (4e bataille de Champagne). Lors des violents combats de Bligny, les troupes italiennes parviennent à stopper l'offensive au prix de 4 000 morts et 4 000 prisonniers, empêchant l'armée allemande de s'emparer de son objectif sur ce secteur du front, à savoir la ville d'Épernay.
Après une brève période de repos, le 2e corps d'armée est transféré dans l'Aisne, à l'extrémité du Chemin des Dames. Il participe à l'offensive alliée finale, effectuant fin septembre 1918 une percée près de Chavonne et poursuivant son avancée jusqu'à Rocroi et les rives de la Meuse.
Après l'armistice, toujours sous les ordres du général Albricci, le 2e corps d'armée s'établit en Belgique. Le rapatriement débute le 21 janvier 1919 et se termine le 8 mars.
Avant son départ, le maréchal Pétain adressa au général Albricci la lettre suivante : « Au moment où vous allez retourner en Italie, je tiens à vous exprimer la satisfaction que j'ai éprouvée à avoir sous mes ordres le 2 °C.A. italien. Quand, en avril 1918, le 2e C.A. italien arriva en France, sa réputation de vaillance était déjà consacrée (...). Je savais que je pouvais beaucoup demander à de pareilles troupes. Elles furent en effet de celles qui, le 15 juillet, contribuèrent à repousser les assauts furieux de l'ennemi. Elles furent ensuite appelées à reprendre les crêtes fumeuses du chemin des Dames et participèrent ardemment avec les troupes françaises à la poursuite qui chassa l'ennemi hors de France. Au nom du peuple de France, je les remercie.(...) L'Italie peut être fière du général Albricci. »

### Ministre de la guerre
Après la guerre, en 1919, le général Albricci est nommé sénateur puis, le 24 juin 1919, sous le gouvernement de Francesco Saverio Nitti, ministre de la guerre jusqu'au 13 mars 1920. Dans ce moment critique de l'histoire italienne, la tâche essentielle d'Albricci consiste à démobiliser l'armée, en évitant les désordres dans ses rangs et dans le pays. C'est lui qui décide la dissolution définitive des Arditi, les unités d'assaut de l'armée italienne, qui étaient en train de se politiser dangereusement et dont les anciens membres constitueront un des socles du mouvement fasciste naissant. Albricci œuvre également en faveur de l'amnistie au bénéfice des citoyens italiens qui, résidents à l'étranger, n'avaient pas répondu à l'appel aux armes. Son successeur au ministère de la guerre sera Ivanoe Bonomi.

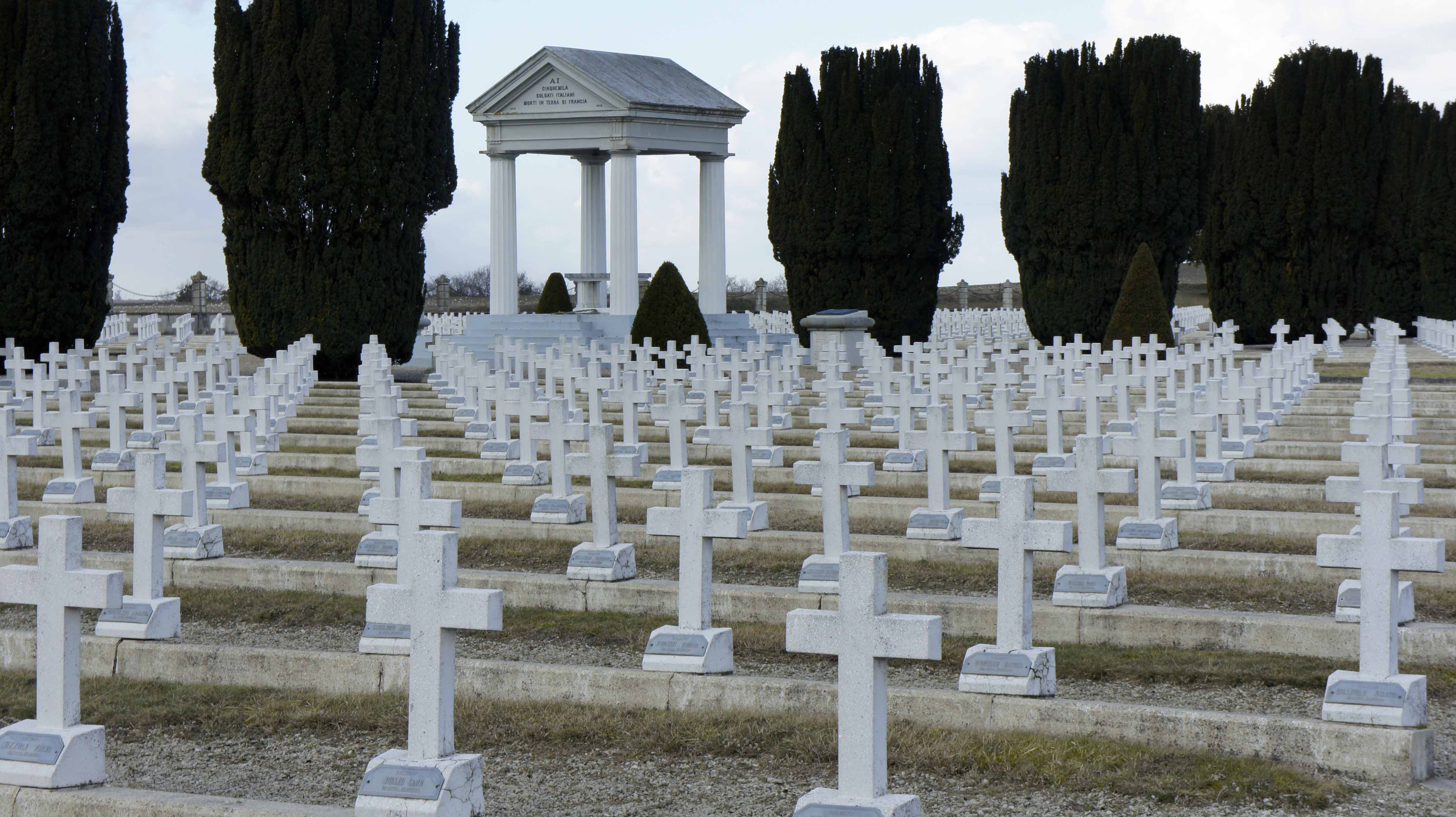
Le monument au centre du cimetière.

### Les dernières années
Royaliste loyal et dévoué, peu impliqué dans la vie politique, Albricci exerce ses fonctions de sénateur (non inscrit) jusqu'à sa mort en 1936. Il est nommé général d'armée en 1926. Très sensible au devoir de mémoire, il participe régulièrement aux diverses cérémonies du souvenir des morts du 2e corps d'armée en France au Cimetière militaire italien (Bligny).
Le général Albricci a été nommé citoyen d'honneur d'Épernay, ville à laquelle il resta très attaché jusqu'à la fin de sa vie.
Le 27 juillet 1919, c'est le général Albricci, alors ministre de la guerre, qui remet à la ville d'Epernay la Croce di Guerra (l'équivalent de la Croix de guerre française).
À l'occasion de cette cérémonie, il déclare : « Nous aimons votre ville comme un enfant chéri qu'on a pu arracher à la mort! ».
De nos jours, des cérémonies sont régulièrement organisées au cimetière de Bligny par les autorités consulaires italiennes

## Distinctions

### Décorations italiennes
- - Ordre de la Couronne d'Italie
  - Chevalier le 4 juin 1903
  - Commandeur le 13 septembre 1918
  - Grand officier le 31 mai 1919
  - Grand cordon le 29 février 1920

- - Ordre des Saints-Maurice-et-Lazare
  - Chevalier le 9 janvier 1913
  - Officier le 12 janvier 1919
  - Commandeur le 18 juin 1920
  - Grand officier le 1er juillet 1926
  - Grand cordon le 14 janvier 1932

- - Ordre militaire de Savoie
  - Officier le 12 août 1916
  - Commandeur le 4 août 1918
  - Grand officier le 24 juillet 1919

- - Médaille d'argent de la valeur militaire
  - En extrême défense sur l'Isonzo, puis en retraite sur le Tagliamento et au-delà, il s'est constamment opposé à l'impact ennemi, toujours parmi ses propres troupes là où la mêlée était la plus intense, imperturbable, pourvoyant à tout, animant et soutenant ses employés, avec la démonstration continue et incitative de la plus haute valeur personnelle. - Isonzo-Piave: 25-31 octobre 1917

- - Croix d'or pour ancienneté de service (40 ans)

- - Croix du Mérite de la guerre

- - Médaille commémorative des campagnes d'Afrique

- - Médaille commémorative de la guerre italo-autrichienne 1915-1918 (campagne de 4 ans)

- - Médaille commémorative de l'Unité italienne

- - Médaille italienne de la Victoire interalliée

### Décorations étrangères
- - Ordre national de la Légion d'honneur (France)
  - Commandeur
  - Grand cordon

## Source
- (it) Cet article est partiellement ou en totalité issu de l’article de Wikipédia en italien intitulé « Alberico Albricci » (voir la liste des auteurs).